# Цибирино (остановочный пункт)
Циби́рино — остановочный пункт Александровского направления Северной железной дороги, расположенный между этой деревней и Ратислово Ярославской области.
Состоит из двух боковых платформ, отсутствует касса для продажи билетов на пригородные поезда.
На платформе останавливаются все электропоезда, идущие на Ростов, Рязанцево и Александров.